# Oestrich (Dortmund)
Oestrich, Dortmund-Oestrich (hist. Östrich) – dzielnica miasta Dortmund w Niemczech, w kraju związkowym Nadrenia Północna-Westfalia, w okręgu administracyjnym Mengede.